# Artemisia alpina
Artemisia alpina (полин посріблений як Artemisia argentata Klokov + полин вовнистий як Artemisia lanulosa Klokov) — вид рослин із родини айстрових (Asteraceae).

## Біоморфологічна характеристика
Багаторічна рослина 5–25 см заввишки. Період цвітіння: травень і червень.

## Середовище проживання
Зростає у Причорноморському регіоні: Румунія, Болгарія, Україна, Північний Кавказ, Грузія, Азербайджан, Туреччина (Внутрішня Анатолія).
В Україні зростає на кам'янистих і вапнякових схилах — на південному сході й у Криму.